# Сертифицированный международный инвестиционный аналитик
Certified International Investment Analyst (CIIA) — (Сертифицированный международный инвестиционный аналитик) — международная профессиональная квалификация (сертификат) в сфере финансов и инвестиций, признанная профессиональными сообществами и регуляторами в различных странах мира.
Основную профессиональную группу, для которой предназначена квалификация CIIA, составляют специалисты в области финансовых рынков и инвестиций — финансовые аналитики, портфельные управляющие, инвестиционные консультанты и иные профессиональные должности, функционалу которых соответствует проведение финансового анализа и принятие инвестиционных решений.
Также, квалификация CIIA актуальна для профессиональной группы, которую составляют специалисты в области корпоративных финансов и капиталовложений, кредитной и страховой деятельности — управляющие инвестиционными проектами, финансовые менеджеры, банковские андеррайтеры, страховые актуарии и т. д.

## История CIIA
Квалификация CIIA учреждена международной ассоциацией ACIIA (Association of Certified International Investment Analysts) и реализуется ею в странах Европы, Азии, Африки и Латинской Америки, через своих уполномоченных членов — национальные ассоциации аналитиков и финансистов.
ACIIA как глобальное сообщество аналитиков, была основана в Швейцарии по инициативе двух крупнейших профессиональных федераций Европы (EFFAS) и Азии (ASIF). Построенная по принципу многоуровневой зонтичной структуры, на сегодняшний день ACIIA объединяет более 60 000 инвестиционных аналитиков и финансистов из 35 стран мира, представленных в лице EFFAS и ASIF, а также в лице национальных ассоциаций. Таким образом, ACIIA является международной организацией с постоянным базированием в Европе — штаб-квартира ассоциации находится в городе Бюлах (Швейцария), а служба секретариата находится в городе Франкфурт-на-Майне (Германия).

## Экзамены CIIA
Экзамены CIIA проводятся ежегодно в марте и сентябре, в строго определенные даты, согласно 5-летнему графику.
На постоянной основе экзамены проводятся в городах Цюрих/Берн/Женева, Франкфурт-на-Майне, Вена, Париж, Брюссель, Милан, Мадрид, Барселона, Москва, Будапешт, Варшава, Токио, Пекин, Тайбэй, Гонконг, Сеул, Буэнос-Айрес, Сан-Паулу, Лагос, Найроби. Также функционируют экзаменационные центры в Лондоне и Нью-Йорке. В России экзамены в рамках квалификации CIIA проводятся с 2001 года.
Для присуждения квалификации CIIA, кандидату необходимо успешно сдать 5 экзаменов:
- Foundation level — 3 экзамена по фундаментальным основам международных стандартов и мировых практик в сфере финансов и инвестиций. Задания включают в себя вопросы и расчетные задачи с множественным выбором, короткие дискурсивные эссе.
- Final level — 2 экзамена по продвинутому применению знаний и практических навыков в сфере финансов и инвестиций. Задания включают в себя кейсы, в том числе многоуровневые, а также углубленные дискурсивные эссе.

Экзамены проводятся на 11 языках: английский, французский, немецкий, итальянский, японский, китайский, корейский, польский, португальский, испанский и русский.
Продолжительность каждого экзамена составляет от 160 до 190 минут.

## Эквивалентность и признание
- Финансовый регулятор Великобритании — FCA (Financial Conduct Authority), признал соответствие CIIA квалификационным стандартам, которые позволяют осуществлять деятельность финансового консультанта по ценным бумагам / деривативам и по сделкам с ними, деятельность инвестиционного менеджера / управляющего и/или инвестиционного советника брокерского фонда (инвестиционных фондов и компаний долгосрочного страхования).[1]
- Национальной комиссией по профессиональной сертификации Франции, CIIA включен в перечень признаваемых профессиональных квалификаций.[2]
- Национальная комиссия по рынку ценных бумаг Испании — CNMV (Comisión Nacional del Mercado de Valores), в соответствии с положениями MiFID II, установила критерии обязательных профессиональных компетенций, которым должны соответствовать финансисты и инвестиционные аналитики, работающие на национальном финансовом рынке, а также признала за CIIA полное соответствие этим критериям.[3]
- Итальянский регулятор CONSOB (Commizionne Nationale per le Societá e la Bolsa) автоматически признает квалификацию, если она признана некоторыми национальными органами Европейского Союза в результате новой системы регулирования MiFID II. Квалификация CIIA, будучи признанной финансовым регулятором Испании, автоматически признается в Италии.[4]
- Комиссией по фондовому рынку и Банком Греции, CIIA признан эквивалентным высшему уровню национальной сертификации финансовых и инвестиционных специалистов.[5] Обладатель сертификата CIIA освобождается от сдачи обязательных экзаменов и может осуществлять профессиональную деятельность в компаниях и кредитных организациях предоставляющих инвестиционные услуги.[6]
- Комиссия по финансовому надзору Польши, признает квалификацию CIIA и предоставляет держателям сертификата право на внесение в реестр инвестиционных консультантов или брокеров по ценным бумагам, без проведения обязательной национальной экспертизы (экзаменов).[7]
- Корейский финансовый регулятор FSC (Financial Services Commission), признает CIIA и устанавливает для обладателей квалификации пониженные требования, в части допуска к совершению операций и к осуществлению профессиональной деятельности на национальном финансовом рынке.[8]
- Комиссия по ценным бумагам и фьючерсам Гонконга (SFC), признает квалификацию CIIA, как соответствующую отраслевым требованиям, в части лицензирования и допуска различных категорий практиков к деятельности на рынке ценных бумаг и фьючерсов.[9]
- Регулятор финансового рынка Аргентины — CNV (Comisión Nacional de Valores) признает квалификацию CIIA и предоставляет держателям сертификата освобождение от проверки на соответствие национальным требованиям, необходимым для осуществления профессиональной деятельности в качестве финансового аналитика, управляющего капиталом/портфелем ценных бумаг, финансового консультанта или иной аналогичной деятельности.[10]
- В России квалификация CIIA признана Банком России в ракурсе регулирования категорий «Квалифицированный инвестор»[11] и «Инвестиционный советник».[12]